# Solförmörkelse

Principen för en solförmörkelse

Total solförmörkelse i Frankrike, 11 augusti 1999.

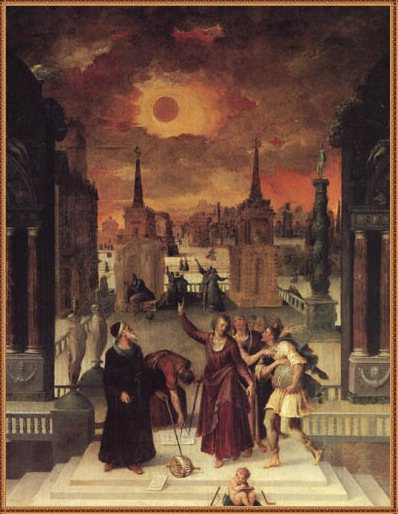
Historisk solförmörkelse

Solförmörkelse 1 augusti 2008. Den svarta fläcken markerar områden med total solförmörkelse, den gråa skuggan områden med partiell solförmörkelse.

Solförmörkelse inträffar då månen passerar mellan jorden och solen, och dessa ligger i en rät linje, varvid solen helt eller delvis blir skymd för betraktare från jorden.
Solens diameter är cirka 400 gånger större än månen men solen ligger 400 gånger längre bort vilket gör att de två himlakropparna är nästan identiskt stora sett från jorden. När månen rör sig i sin elliptiska bana runt jorden, växlar avståndet mellan jorden och månen - från ca 6 % under till ca 6 % över det genomsnittliga avståndet (384 400 km), vilket gör att månskivan varierar i storlek. Även jordens bana runt solen är elliptisk, men i mindre grad. Solskivans storlek varierar alltså också något, men är i de flesta fall lite större än månskivan.
Den första solförmörkelse som dokumenterats inträffade den 5 maj 1375 f Kr. i staden Ugarit.
Eftersom månens bana lutar i förhållande till jordens bana (med cirka fem grader), blir det solförmörkelse endast när banplanen skär varandra samtidigt som månen passerar. Detta sker med ett knappt halvårs mellanrum och resulterar i att månens skugga faller över delar av jorden. En solförmörkelse kan vara partiell eller total beroende var på jorden man befinner sig.

## Partiell solförmörkelse
Den typ av solförmörkelse som de flesta människor har chansen att se, är den "partiella". Månen täcker då en del av solen, och lämnar kvar en lysande del med en form som ibland kan tyckas likna en månskära (likheten är dock inte så stor när endast en mindre del av solskivan är täckt). En partiell solförmörkelse är en följd av att månens mittpunkt inte riktigt passerar genom den ovan nämnda linjen mellan jorden och solen, sett från betraktarens position. Oftast finns det dock i sådana fall andra platser på jordytan där förmörkelsen är antingen total eller ringformig. Det händer också att månens kärnskugga faller helt utanför jorden, som då endast träffas av halvskugga

## Ringformig solförmörkelse
En ringformig solförmörkelse uppträder då månen befinner sig lite längre från jorden och inte förmår täcka hela solytan. Solen syns då som en rund, lysande ring runt den något mindre, svarta månskivan. När månen är i ett läge i sin bana där den nätt och jämnt täcker solen, kan det hända att förmörkelsen blir både ringformig och total, det vill säga total endast längs en del av förmörkelsens väg på jordytan, och ringformig i övrigt. Denna speciella typ kallas hybrid solförmörkelse.

## Total solförmörkelse
Det är en lycklig slump att månens storlek på himlen, sedd från jordytan, kan vara en aning större än solens storlek på himlen. Tack vare detta faktum kan vi då och då få se en total solförmörkelse någonstans på jorden. Den totala förmörkelsen är en helt annan upplevelse än den partiella, eftersom det blir mörkt som i skymningen bara minuter efter att solen fortfarande lyste. En partiell förmörkelse kan mycket väl gå de flesta helt förbi, eftersom ljuset från hälften eller t.o.m. en ännu mindre del av solskivan, fortfarande förefaller starkt nog att erbjuda normalt dagsljus.
När månen står tillräckligt nära jorden för att skymma bort hela solskivan inträffar en total solförmörkelse längs en smal bana på jordytan, och man ser där, under några minuter, solens korona som ett lysande band runt den svarta månen. Samtidigt kan man se flera av de ljusstarkare planeterna och stjärnorna på den mörka himlen. Teoretiskt sett kan en solförmörkelses totala fas betraktad från jorden vara upp till 7 minuter och 32 sekunder. 
Totala förmörkelser är något mer sällsynta än ringformiga, med ungefärligt förhållande 40-60.  Detta beror på att månen sedd från jordytan i genomsnitt är något mindre än solskivan.

## Solförmörkelser i Sverige
I Göteborg inträffade totala solförmörkelser den 13 maj 1733, då Birger Wassenius blev den förste att beskriva protuberanser, och den 28 juli 1851.
Under första delen av 1900-talet inträffade fyra solförmörkelser (1914, 1927, 1945 och 1954) som kunde ses som totala från olika delar av Sverige, vilket var ett sammanträffande som uppmärksammades av internationella media. Sedan den 30 juni 1954 har ingen total solförmörkelse kunnat ses från Sverige; nästa gång det är möjligt att från det som idag är Sverige se en total solförmörkelse blir den 16 oktober 2126 och därefter 3 juni 2133. Ringformiga solförmörkelser inträffar däremot redan 21 juni 2039 och 11 juni 2048.  Partiella solförmörkelser sker betydligt oftare – i genomsnitt kan man i Sverige se en vart tredje år.

## Att betrakta solförmörkelser

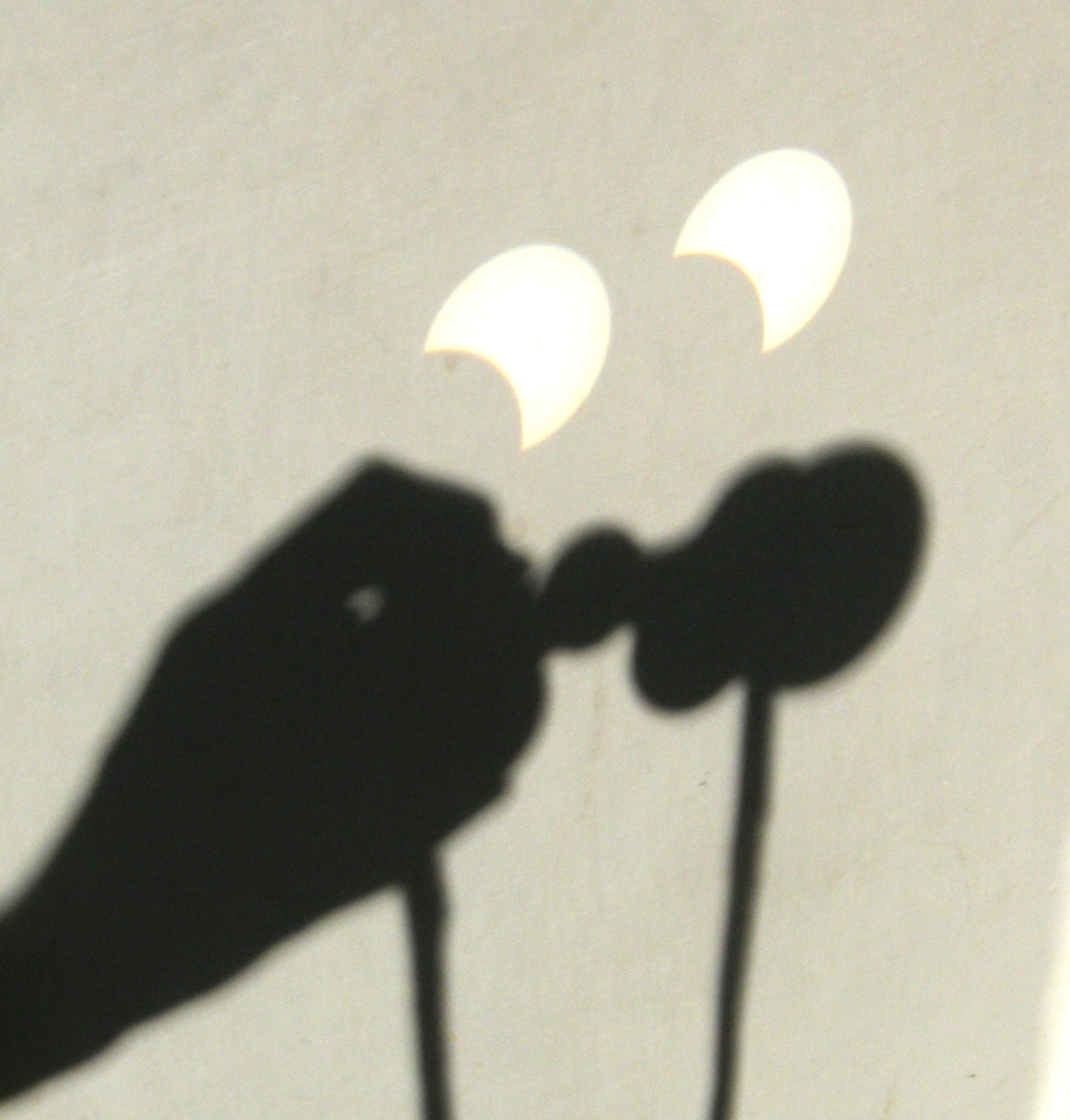
Bild av partiell solförmörkelse projicerad med fältkikare. Även ljusfläcken som bildas av det lilla hålet mellan fingrarna i handen som håller kikaren är "halvsolformad", se texten.

Att betrakta en solförmörkelse med blotta ögat innebär risker för synskador, även under den totala fasen. Det är både värmestrålning och ultraviolett strålning som skadar näthinnan. Kliniska studier i början av 2000-talet har dock visat att faran överdrivits. De som drabbas av så kallad förmörkelseretinopati återhämtar sig inom sex månader. Det hindrar dock inte att faran för skador ska tas på allvar.
Svetsglasögon eller annat mycket mörkt glas fungerar, men inte vanliga solglasögon. Speciella engångsglasögon brukar tillhandahållas när en större solförmörkelse är väntad.
Ett annat sätt är att projicera en bild av solen med en vanlig kikare. Kikaren hålls någon halvmeter från en plan, gärna vit, yta och riktas mot solen (att titta på solen direkt genom kikaren är naturligtvis skadligt). Med hjälp av fokusskruven kan en skarp bild erhållas på ytan.
Ett tredje sätt är att projicera en bild av solen genom ett litet hål, på samma sätt som i en hålkamera. Detta fenomen kan till exempel förekomma under träd, där ljuset silar genom lövverket och man kan se ljusfläckar av samma form som solen.

## Källhänvisningar
1. ↑  ”Solförmörkelse på fredag”. esa.int. ESA. 28 juli 2008. https://www.esa.int/Space_in_Member_States/Sweden/Solfoermoerkelse_paa_fredag. Läst 15 augusti 2020.
2. ↑  I krinolinens tidevarv - en kulturkrönika i Göteborgs-perspektiv, Claes Krantz, N J Gumperts Bokhandel, Oscar Isacsons Boktryckeri, Göteborg 1937 s. 269
3. ↑  Kronologiska anteckningar om viktigare händelser i Göteborg 1619-1982, Agne Rundqvist, Ralf Scander, Anders Bothén, Elof Lindälv, utgiven av Göteborgs hembygdsförbund 1982 s. 49
4. ↑  Det gamla Göteborg: lokalhistoriska skildringar, personalia och kulturdrag - staden i söder, öster och norr, Tredje delen, C R A Fredberg (1922), Faksimil med omfattande kommentarer och tillägg, Sven Schånberg, Arvid Flygare, Bertil Nyberg, Walter Ekstrands Bokförlag 1977 ISBN 91-7408-015-6 s. 780
5. ↑  "Solförmörkelsen 1954". Sverigesradio.se. Läst 15 juni 2013.
6. ↑  M Michaelides, R Rajendram, J Marshall, S Keightley (2001). ”Eclipse retinopathy” (på engelska). Eye (Department of Ophthalmology, Queen Mary's Hospital) (15):  sid. 148–151. doi:10.1038/eye.2001.49. ISSN 0950-222X. http://www.nature.com/eye/journal/v15/n2/abs/eye200149a.html. Läst 16 mars 2015.